# 劇場版MAJOR メジャー 友情の一球
『劇場版MAJOR メジャー 友情の一球』（げきじょうばんメジャー ゆうじょうのウィニングショット）は、満田拓也原作のテレビアニメ『MAJOR』の劇場版。2008年12月13日より全国東宝系で公開された。最終興行収入は10億5000万円。

## 概要
原作では描かれなかったリトルリーグ編と中学編の間の、茂野（本田）吾郎がサウスポーに転向した理由が明らかになるエピソード。時系列ではマイナーリーグ編の直後となり、バッツ優勝後に帰国し福岡に向う途中の吾郎の9年前（小5時代）の回想シーンで本編は構成されている。アニメーション制作は、テレビアニメ版を務めたスタジオ雲雀とSynergySPではなく、XEBECが務めている。
キャッチコピーは「オレ、ここで投げなかったら、一生後悔する!」「なぜ、吾郎はサウスポーになったのか?」。
本編のDVDは2009年6月12日発売。

## ストーリー
メジャーでの試合を終え一時帰国する吾郎。彼の手には、1通の手紙があった。
9年前の4月、茂野英毅の養子となり福岡に来た吾郎は、グラウンドで遭遇した木下誠也と共に名門・博多南リトルの入団テストを受けるが、実は吾郎は両親から右肩の故障を受けて「絶対にピッチャーをやらないこと」を約束させられていた。チームメイトの古賀将人とその妹・恵との衝突を経て、新たな地で野球を楽しむ吾郎だったが、やがて、両親との約束を破った為に、県大会決勝で彼を絶望の淵に追いやる出来事が起こってしまった。

## 登場人物

### 博多南リトル
博多南地区の名門チーム。選手層が厚く、入団テストでも1人受かればマシな方だと評されている。
吾郎がアマチュア時代に所属していた数少ない名門チームで、彼が人生初の優勝を味わった最初のチームでもある。また、吾郎の所属したチームの多くは、何らかの問題を抱えていることが多いが、表立った問題はこれといってなく、彼が所属したチームの中で最もまともであったといえる。
吉野監督
声 - 大川透
博多南リトルの監督。
当初は傲岸不遜な面が目立ち、木下と吾郎を天秤にかけてテストを行った。その際、初見で吾郎の実力を見抜き、横浜リトルを破った投手だということを思い出し、勧誘するも拒否される。のちに茂野家へ訪問し、自らの行いを反省して吾郎を加入させる。その後、選手たちを思いやった練習を組みチームを全国大会出場に導く。
古賀将人
声 - 野島健児
博多南リトルのエース。プロ野球選手の父を持ち、自身もプロを目指す。親の事情に加え、いきなり四番の座を奪った吾郎を目の敵にするが、共に野球に励んでいく中で打ち解ける。県大会決勝では吾郎にマウンドを譲り右翼手を務める。バッティングもトップレベル。現在は西地区の大学野球で活躍中。
木下誠也
声 - 福山潤
投手。長身だが、気の弱い性格の持ち主。宮崎の軟式少年野球出身で、吾郎と同じくセレクションで入団。軟式出身者だが硬球の扱いに慣れており、吾郎のコーチを受けてフォームを硬球向けに矯正する。その甲斐もあって、県大会では吾郎、古賀に次ぐ三番手として活躍する。
伊藤匠
声 - 三瓶由布子
遊撃手。臆病な性格。
上杉博文
声 - 進藤尚美
三塁手。
須藤直政
声 - 佐藤利奈
中堅手。
岸田憲一
声 - 沢城みゆき
捕手。
高倉布夫
声 - 三宅華也
右翼手/一塁手。
佐野昭彦
声 - 松来未祐
二塁手。
細川茂
声 - 阿澄佳奈
左翼手。
古賀恵
声 - 蓮佛美沙子
将人の妹で、吾郎のクラスメイト。当初は兄同様、父のポジションを奪った英毅の息子である吾郎に敵意を向けていたが、のちに吾郎の過去を聞かされ、和解する（吾郎に好意を抱くような描写があった）。現在は大学で活躍する将人を応援している。
古賀哲也
声 - 浜田賢二
将人と恵の父。肘に故障を抱え、ホークス2軍で投手をしている。シーズン開幕以降不調の英毅にアドバイスを送った。北九州リトル戦前に将人の口から、回復が見込めず引退することが吾郎に伝えられた。

### 北九州リトル
山崎
声 - 小形満
北九州リトルの監督。
アーサー
声 - 小野大輔
金髪の白人でポジションは捕手。右投右打。冷静沈着なスラッガーで、4番を打つチームの中心選手。日本の学校に馴染めずにいたマックスをリトルリーグに誘った。吾郎から本塁打を放った数少ない選手。
マックス
声 - 岩田光央
赤髪の黒人でポジションは投手。左投左打。サイドスローから繰り出される角度のある速球（クロスファイア）で打者を圧倒する。セーフティバントを決めるなど俊足でもある。気の弱い面があり、精神的に追い込まれると小指の爪を噛む癖が出る。

## 相違点
この作品では、一部の描写が原作・テレビアニメ版とは異なっている。
- 英毅の移籍するプロ野球チームが作中の福岡イーグルスでは無く、実在する福岡ソフトバンクホークスに変わっており、千葉ロッテマリーンズと北海道日本ハムファイターズも出ている。さらに実在選手も1度だけだが名前のみ登場している。なお、本作のノベライズ版ではTVアニメ版同様の福岡ファルコンズとなっている。
- 茂治の所属チームが作中の横浜マリンスターズ（TVアニメ版では横浜ブルーオーシャンズ）では無く、川崎オーシャンズ（吾郎の台詞中ではオーシャンズのまま）に変わっている。
- ギブソンの所属チームが作中の東京シャイアンズ、サンフランシスコ・ガンズに変わっている。
- 劇中に登場する横浜リトル･三船リトルのユニフォームが変わっている（三船リトルはアニメでは真ん中に大きなDのマークが描かれていたが、右上に小さくなっている。逆に横浜リトルは、YLの文字が真ん中に大きく描かれている）。

## スタッフ
- 監督：加戸誉夫
- 脚本：土屋理敬
- 絵コンテ：加戸誉夫、榎本明広
- 演出：榎本明広・孫承希・ながはまのりひこ・髙橋秀弥・加戸誉夫
- キャラクターデザイン：高見明男、山岡信一、加藤はつえ
- キャラクターデザイン補佐：堀たえ子、北田勝彦
- プロップデザイン：浅賀和行、北田勝彦
- 総作画監督：高見明男・岡勇一
- 作画監督：山岡信一・石川健朝、石原満、堀たえ子、乗田拓茂、明珍宇作
- 美術監督：小濱俊裕
- アクション作画監督：浅賀和行、北田勝彦
- 美術設定：塩澤良憲
- 色彩設定：伴夏代
- 撮影監督：鎌田克明、青木孝司
- 3DCG制作：小学館ミュージック&デジタル エンタテイメント
- 3DCGプロデューサー：齋藤雅弘
- 3DCGディレクター：海老名巧
- 編集：辺見俊夫
- 音楽：中川幸太郎
- 音響監督：高寺たけし
- 音響制作：HALF H・P STUDIO
- エグゼクティブプロデューサー：山川恵一、市川南、宮脇祐介、石井真人、高谷与志人、松本寿子、中沢利洋
- アニメーションプロデューサー：西沢正智
- プロデューサー：古市直彦
- アニメーション制作：XEBEC
- 主題歌：レミオロメン「翼」（SPEEDSTAR RECORDS[3]）
- 製作：小学館、東宝、毎日新聞社、スポニチ創刊60周年記念委員会、エイベックス・エンタテインメント、NHKエンタープライズ、小学館集英社プロダクション
- 配給：東宝
- 上映時間：104分[4]

### コメンタリー
本作のEDでは左側にスタッフロール、右側に実際のリトルリーグ選手のスチル写真と共に、数人のプロ野球選手からのコメントが寄せられたものがキャプションとして写真の下に表示された。コメンタリーは以下の選手であり、所属球団は本作上映当時のものである。なお、表示されるコメントに倣い、球団名（選手名）で表す事とする。
* 福岡ソフトバンクホークス（杉内俊哉）
* 東北楽天ゴールデンイーグルス（田中将大）
* 阪神タイガース（藤川球児）
* 横浜ベイスターズ（内川聖一）
* 広島東洋カープ（東出輝裕）
* 千葉ロッテマリーンズ（今江敏晃）
* 北海道日本ハムファイターズ（稲葉篤紀）
* 中日ドラゴンズ（井端弘和）
* 読売ジャイアンツ（坂本勇人）
* ニューヨーク・ヤンキース（松井秀喜）